# Drapeau de l'UNESCO

Drapeau de l'UNESCO.

Le drapeau de l'UNESCO (Organisation des Nations Unies pour l'éducation, la science et la culture) est l'un des symboles officiels de cette institution. Il se compose de l’emblème de l’organisation en blanc sur fond bleu. Les couleurs bleu et blanc sont les couleurs officielles des Nations unies.

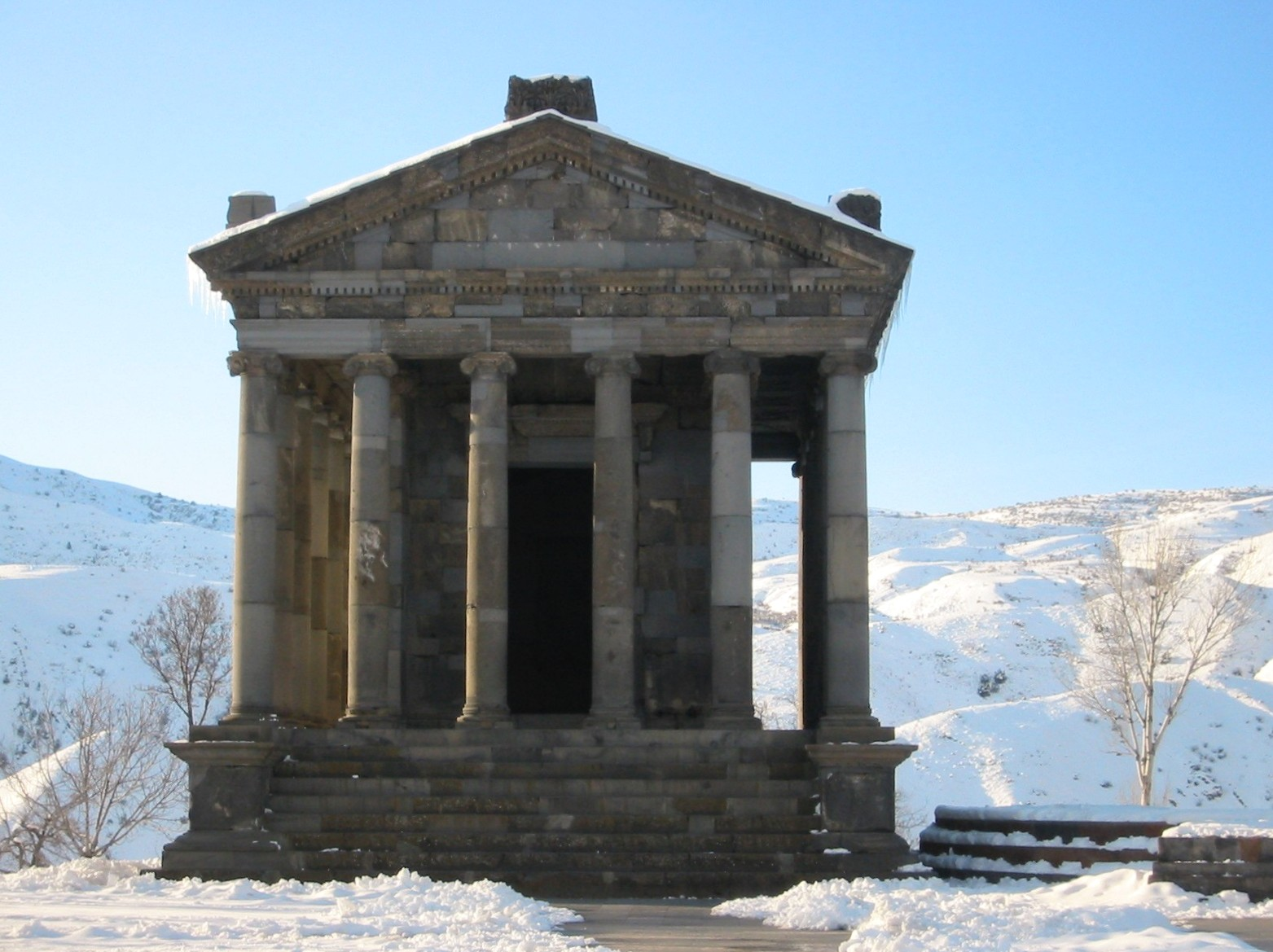
Un temple antique ressemblant à celui, stylisé, figurant sur le drapeau de l'UNESCO.

Le logo de l'organisation est constitué du sigle « UNESCO » rendu dans une fonte blanche sans empattement, dont chacune forme une colonne d'un portique d'une ancienne construction architecturale au design stylisé. Ce temple ancien symbolise l'un de ses principaux objectifs de l'UNESCO : la préservation du patrimoine culturel et historique mondial. Le temple est également formé d'un fronton et d'un escalier à trois marches.
Le drapeau de l'UNESCO a été conçu par le Suisse Werner Wälchli en 1951.